# Fabulosus kurilensis
Fabulosus kurilensis is een hydroïdpoliep uit de familie Candelabridae. De poliep komt uit het geslacht Fabulosus. Fabulosus kurilensis werd in 1990 voor het eerst wetenschappelijk beschreven door Stepanjants, Sheiko & Napara. 